# Delosia ornata
Delosia ornata är en kackerlacksart som beskrevs av Bolívar 1924. Delosia ornata ingår i släktet Delosia och familjen småkackerlackor. IUCN kategoriserar arten globalt som akut hotad. Inga underarter finns listade i Catalogue of Life.